# Vladimir Šeks
Vladimir Šeks (ur. 1 stycznia 1943 w Osijeku) – chorwacki polityk i prawnik, wicepremier, wieloletni parlamentarzysta, przewodniczący parlamentu, jeden z liderów Chorwackiej Wspólnoty Demokratycznej (HDZ).

## Życiorys
W 1966 ukończył studia na Wydziale Prawa Uniwersytetu w Zagrzebiu. Do 1971 pracował w prokuraturze, skąd został zwolniony z przyczyn politycznych. Praktykował później w wolnych zawodach prawniczych. W 1981 za "działalność wywrotową" był więziony przez okres trzynastu miesięcy. Po zwolnieniu kontynuował współpracę z opozycją, angażując się w prace organizacji broniących praw człowieka.
Na przełomie lat 80. i 90. brał udział w zakładaniu regionalnego oddziału Chorwackiej Wspólnoty Demokratycznej. W 1990 został posłem parlamentu Socjalistycznej Republiki Chorwacji. Od 1992 był wybierany do Zgromadzenia Chorwackiego kolejnych kadencji (reelekcję uzyskiwał w 1995, 2000, 2003, 2007 i 2011). W 1992 objął stanowisko prokuratora krajowego. W tym samym roku został wicepremierem, stanowisko to zajmował do 1994 (w rządach, którymi kierowali Hrvoje Šarinić i Nikica Valentić).
Obejmował też kierownicze funkcje w partii i jej klubie poselskim. Po śmierci Franja Tuđmana był pełniącym obowiązki przewodniczącego HDZ i tym samym lidera opozycji. Od 2003 do 2007 sprawował urząd przewodniczącego chorwackiego parlamentu, w kolejnej kadencji został jego wiceprzewodniczącym. W 2015, na kilka miesięcy przed końcem kadencji, zrezygnował z mandatu poselskiego.

## Odznaczenia
- Wielki Order Króla Dymitra Zwonimira (1995)[3]
- Wielki Order Króla Petara Krešimira IV (2008)[4]